# Acanthogorgia fusca
Acanthogorgia fusca är en korallart som beskrevs av Nutting 1913. Acanthogorgia fusca ingår i släktet Acanthogorgia och familjen Acanthogorgiidae. Inga underarter finns listade i Catalogue of Life.